# صيانة صحيح مسلم
صيانة صحيح مسلم من الإخلال والخلط وحمايته من الإسقاط والسقط، هو كتاب ألّفه الإمام الحافظ أبو عمرو ابن الصلاح المتوفي سنة 643 هـ، وهو كتاب في شرح صحيح مسلم حتى كتاب الإيمان، جمع فيه لطائف فيما يختص به صحيح مسلم عن غيره.

## فهرس الكتاب
- مقدمة المصنف
- التعريف بالإمام مسلم بن الحجاج
- اسمه ونسبه وكنيته ورحلاته العلمية وشيوخه وتلاميذه
- مؤلفاته
- وفاته
- بيان حال كتاب مسلم وفضله وشروطه
- الفصل الأول
- بيان الكتاب وشروطه والمقارنة بينه وبين صحيح البخاري
- الفصل الثاني
- شرط مسلم في صحيحه وبيان حال رجاله ورواية من اختلف
- الفصل الثالث
- المنقطع في صحيح مسلم و البخاري
- الفصل الرابع
- الكلام على صحّة الأحاديث في صحيح مسلم
- الفصل الخامس
- المستخرجات على صحيح مسلم وفوائدها
- الفصل السادس
- تقسيم مسلم الأخبار إلى ثلاثة أقسام
- الفصل السابع
- إلزامات الإمام الحافظ أبو الحسن الدارقطني البغدادي مسلما والبخاري إخراج أحاديث تركا إخراجها من أن أسانيدها أسانيد قد أخرجا في صحيحيهما بمثلها
- الفصل الثامن
- رواية مسلم عن الضعفاء في صحيحه
- انتقاد الحافظ أبي زرعة وغيره من الحفاظ الإمام مسلما لتصنيفه (الصحيح) والجواب على هذا الأمر وخصائص صحيح مسلم
- عدد أحاديث البخاري ومسلم
- ترتيب الإمام مسلم لكتابه على و الأبواب، وكنه لم يذكر تراجم الأبواب
- اعتناء الإمام مسلم بضبط ألفاظ الأحاديث
- تفريق الإمام مسلم بين (حدثنا) و(أخبرنا)
- اهتمامه بالأسانيد في حال روايته الصّحائف المشتملة على أحاديث بإسناد واحد
- الفصل العاشر
- روايات صحيح مسلم وأسانيدها
- تنبيهات
- اختلاف النسخ في رواية الجلودي عن إبراهيم بن محمد بن سفيان
- فوات لإبراهيم بن سفيان لم يسمعه من مسلم..
- الرواية بالأسانيد المتصلة يس المقصود بها إثبات ما يروى بها، و إنما إبقاء سلسلة الإسناد
- كثرة الأصول المقابل بها تدل على صحّة نسبة الكتب
- لا يشترط تعداد الأصول والروايات كدليل على صحّة نسبة الكتب، فإنّ الأصل الصّحيح المعتمد يكتفي، وتكفي المقابلة
- الكلام عن حكم تلقي الأمة الصّحيحان بالقبول
- شرح مقدمة مسلم
- الكلام على الحديث المعنعن
- شرح أحاديث كتاب الإيمان